# Referèndum sobre la Constitució de Guinea Equatorial de 1973
El referèndum sobre la Constitució de Guinea Equatorial de 1973 va tenir lloc el 29 de juliol de 1973. La nova constitució instauraria al país un sistema unipartidista amb el recentment format Partit Únic Nacional dels Treballadors com a únic partir legal. L'informe dels resultats oficials indica que el referèndum fou aprovat pel 99% deld votants.

## Resultats
| Opció                            | Vots | %   |
| -------------------------------- | ---- | --- |
| A favor                          |      | 99  |
| En contra                        |      | 1   |
| Invàlids/en blanc                |      | -   |
| Total                            |      | 100 |
| Font: African Elections Database |      |     |